# James Van Praagh
James Van Praagh (Bayside (New York), 23 augustus 1958) beschouwt zichzelf als een medium. Hij heeft een aantal boeken geschreven over spiritualiteit en communicatie met geesten.

## Carrière als medium
In een aflevering van radioshow Loveline vertelde Van Praagh over zijn eerste lezing in het basisonderwijs. Hij beweert een van zijn leerkrachten te hebben geïnformeerd dat haar zoon was geraakt door een auto, hij zou geen ernstige verwondingen hebben, slechts een gebroken been. De leerkracht vertelde hem te gaan zitten, maar enkele minuten later vertelde het schoolhoofd haar dat er effectief een ongeluk met haar zoon was gebeurd, hij had een gebroken been. De leerkracht was gechoqueerd en vroeg James hoe hij dat wist. De leerkracht van Van Praagh was al lang dood toen hij dit beweerde, en het is nooit bevestigd.
Van Praagh beweert door zijn gave berichten en gevoelens van geesten te ontvangen die een gedetailleerd bewijs leveren dat een geliefde is gestorven.
In 2002 gaf hij zijn eigen talkshow, Beyond with Van Praagh, waarin hij lezingen deed voor mensen uit het publiek.
Zijn talkshow inspireerde latere televisieprogramma's bij CBS waaronder Living with the Dead, The Dead Will Tell en Ghost Whisperer.
Van Praagh komt regelmatig in de media om zijn groepslezingen en workshops te promoten.